# میلفود هیون
میلفود هِیوِن (به انگلیسی: Milford Haven، تلفظ: ‎/ˈmɪlfəd ˈheɪvən/‎) شهرک در ولز است که در پمبروکشر واقع شده‌است. میلفود هیون ۱۳٬۹۰۷ نفر جمعیت دارد.

## خواهرخوانده
شهرهای Romilly-sur-Seine و اومان خواهرخوانده‌های میلفود هیون هستند.

## نگارخانه

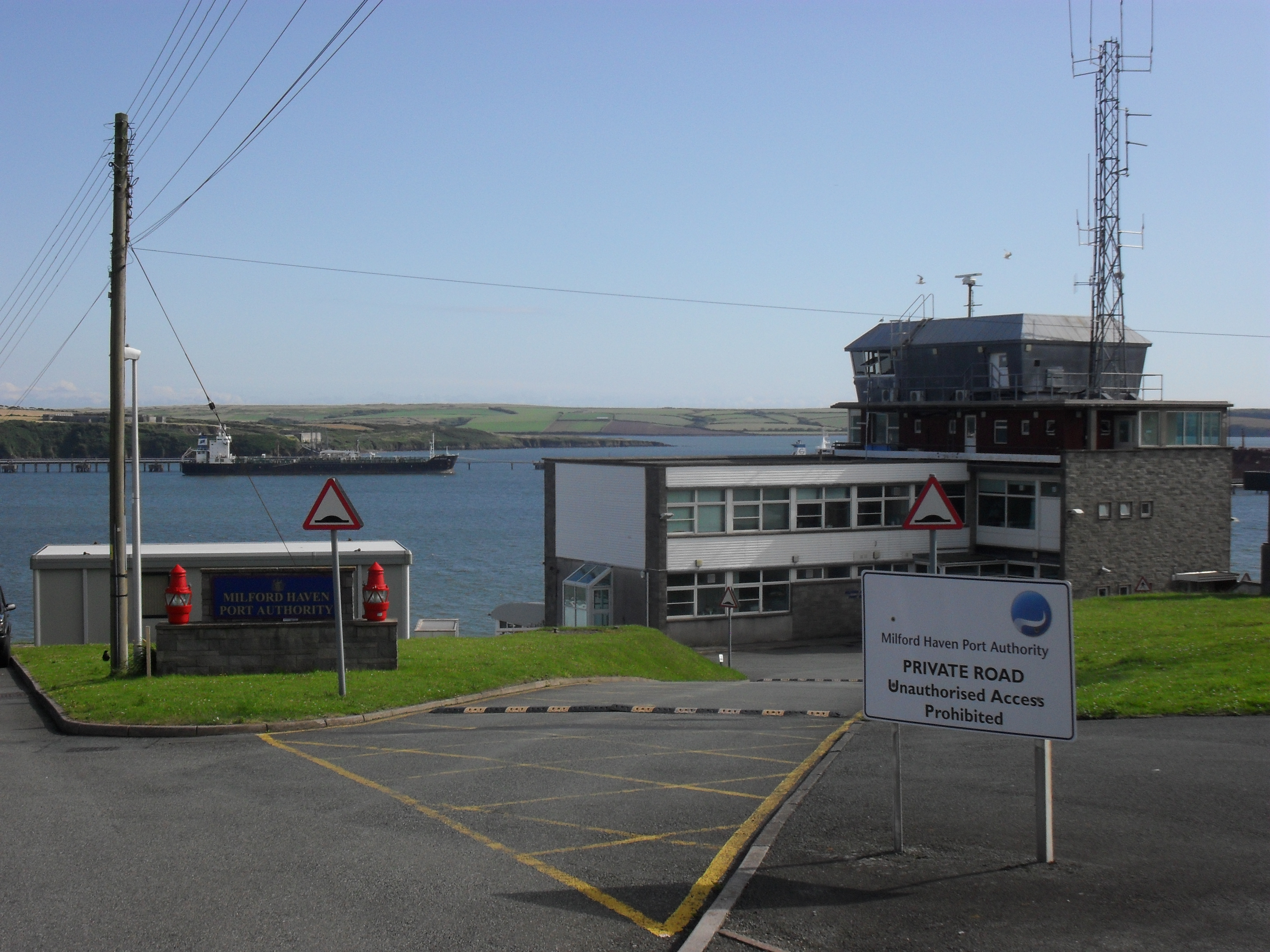
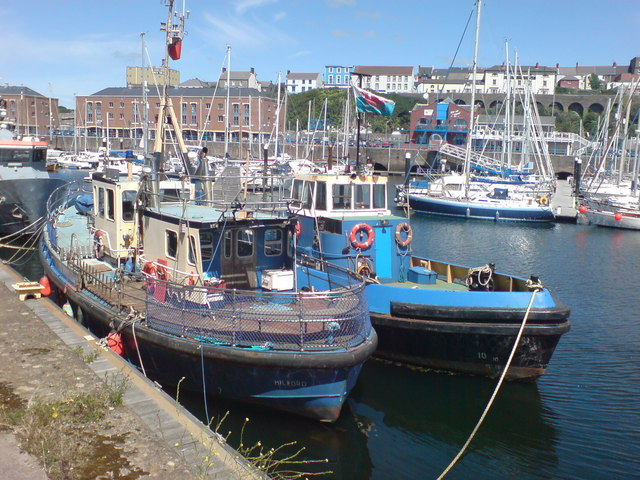
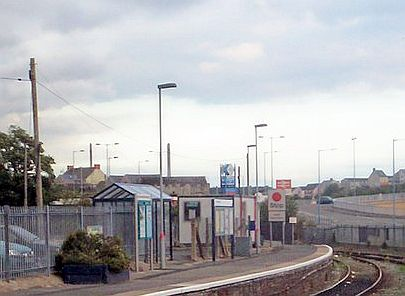
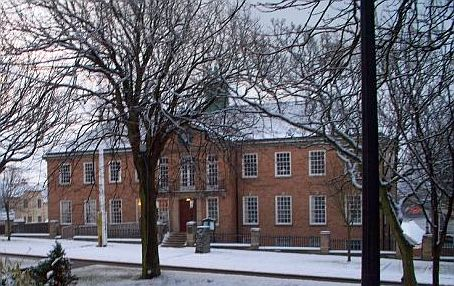
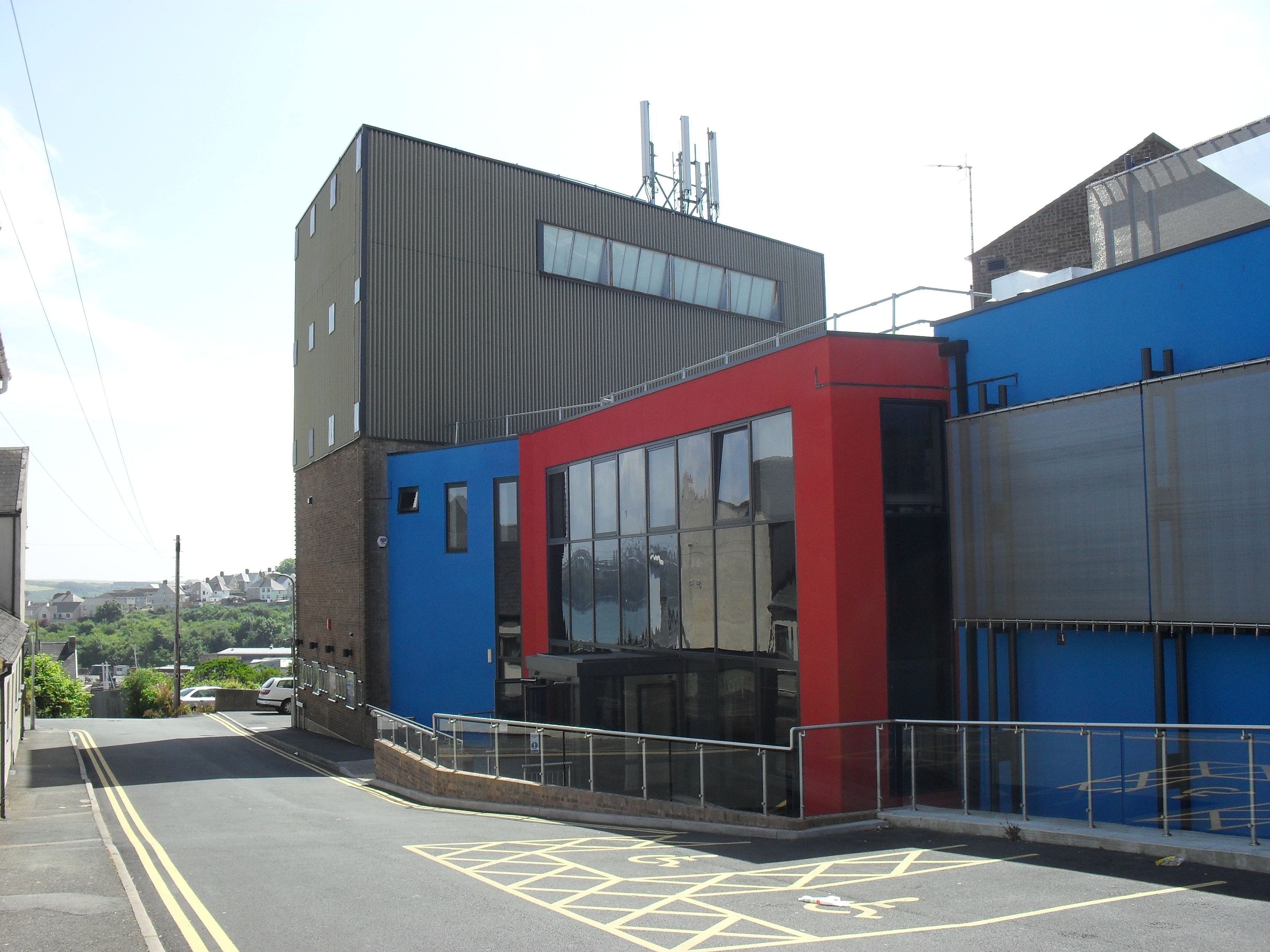